# نصرت‌الله بیات
نصرت‌الله بیات معروف به شیخ نصرت‌الله شیخ‌العراقین (زاده ۱۲۶۰ - درگذشته ۱۳۴۳ در تهران) عالم دینی و نماینده تهران در مجلس شورای ملی بود.

## زندگی
پدرش حاج عباسقلی‌خان سهم‌الملک بیات از خان‌های و مَلاکان اراک و نماینده اراک در دوره‌های سوم و چهارم مجلس شورای ملی بود. ایل بیات و مستوفی و نخعی از بنیانگذاران شهر سلطان‌آباد (اراک کنونی) بودند که در گذشته از مناطق نیشابور، تهران و آذربایجان به این منطقه کوچ کردند یا کوچانده شدند.
بیات در حوزه علمیه درس خواند و پس از دوازده سال تحصیل در نجف و کسب درجه اجتهاد به اراک بازگشت. او در دوره ششم مجلس شورای ملی، به نمایندگی تهران انتخاب شد.

## نماز اجباری
در اردیبهشت ۱۳۰۶ که سید محمد تدین وزیر معارف لایحه ورزش اجباری را به مجلس برد،وی همراه با سید یعقوب انوار نماینده شیراز پیشنهاد داد این تبصره به آن افزوده شود: «وزارت معارف مکلف است مدیران مدارس را مأمور کند که شاگردان مدارس را در موقع نماز وادار به نماز گذاردن بنمایند». با همهمه و اعتراض نمایندگان ناچار شدند پیشنهادشان را پس بگیرند.

## جامعه تعلیمات اسلامی
نصرت‌الله بیات عضو هیئت امنای جامعه تعلیمات اسلامی بود که مدارس جدیده برای رسیدن به اهداف دینی تأسیس می‌کرد و هنوز نیز دایر است. او همچنین مؤسس مدارس ایتام جعفری در دو نقطه از شهر تهران بود.

## خانواده
نصرت‌الله خواهرزاده دکتر محمد مصدق و برادر مرتضی‌قلی سهام‌السلطان بیات و پدر زن محمود افشارطوس بود که هر دو به نخست‌وزیری رسیدند. برادر دیگرش مصطفی‌قلی بیات نیز در دوره پهلوی به وزارت رسید.